# Kool G Rap
Nathaniel Wilson (Queens, New York, 20 juli 1968), beter bekend onder de naam Kool G Rap, is een Amerikaanse rapper.

## Loopbaan

### Jaren 80
Wilson begon zijn carrière in 1984 bij de Juice Crew. Daar verwierf hij wel naamsbekendheid, maar hij bereikte er niet het grote commerciële succes dat hij ambieerde. In 1986 bracht hij samen met Dj Polo verscheidene singles en mixtapes uit, maar tot een officieel album kwam het niet. Hij kon volgens velen goede verhalen vertellen over de keerzijde van het leven en volgens velen zijn zijn kwaliteiten vergelijkbaar met die van Rakim. In 1989 kwam het eerste van de drie soloalbums met Dj Polo uit, genaamd Road to the Riches.

### Jaren 90
In 1990 kwam het tweede album met Dj Polo uit genaamd Wanted Dead or Alive. Het in 1992 uitgebrachte Live and Let Die kwam Kool G's populariteit ten goede, waarna Dj polo en hij aankondigden ieder solo verder te gaan. In 1995 werd het al vaak uitgestelde album 4,5,6 eindelijk uitgebracht. In 1998 bracht hij Roots of Evil uit, een plaat die relatief goed werd onthaald maar het aan populariteit zeker niet haalde bij zijn eerste drie albums.

### Jaren 00
In 2002 bracht hij het album The Giancana Story uit en dit album werd een enorm succes; het kreeg onder andere een Grammy-nominatie en werd zijn bestverkopende album tot nu toe. Het daaropvolgende album liet lang op zich wachten, maar kwam uiteindelijk uit in 2007: Half a Klip. In 2011 bracht hij Riches, Royalty & Respect uit en dit album kreeg zeer goede kritieken. Het werd echter geen wereldhit en zoals bij zoveel rappers uit de jaren 90 had hij niet meer de naamsbekendheid die hij toen wel had.

## Discografie
| met DJ Polo                                                    | Jaar |
| -------------------------------------------------------------- | ---- |
| Road to the Riches                                             | 1989 |
| Wanted Dead or Alive                                           | 1990 |
| Live and Let Die                                               | 1992 |
| Soloalbums                                                     | Jaar |
| 4,5,6                                                          | 1995 |
| Roots of Evil                                                  | 1998 |
| The Giancana Story                                             | 2002 |
| Half a Klip                                                    | 2008 |
| Riches, Royalty, Respect                                       | 2011 |
| Compilaties                                                    | jaar |
| Killer Kuts                                                    | 1994 |
| Rated XXX                                                      | 1996 |
| The Best of Cold Chillin'                                      | 2000 |
| Greatest Hits                                                  | 2002 |
| Kool G Rap & Twinn Loco Present - I Live Hip Hop – The Mixtape | 2010 |

- Bibliothèque nationale de France: cb13987835b (data)
- Gemeinsame Normdatei: 134989139
- International Standard Name Identifier: 0000 0000 5516 3692
- Library of Congress Control Number: n91107985
- MusicBrainz: 852665bd-7089-4119-a77d-251162346b4c
- Nationale Bibliotheek van Israël: 987007416303705171
- SNAC: w6f31dr3
- Système universitaire de documentation: 077444167
- Virtual International Authority File: 172149105996768490075